# Atitude Feminina
Atitude Feminina é um grupo Brasileiro de rap e hip hop formado em São Sebastião, no Distrito Federal em 2000, pela atual formação: Aninha e Ellen.

## Carreira
O grupo foi formado em 2000 na cidade de São Sebastião, pelas amigas Jane, Hellen, Giza Black e Aninha.  o Atitude Feminina chamou a atenção da mídia com letras tratando do pouco envolvimento feminino no hip-hop nacional, a violência doméstica e a discriminação com as mulheres. Começaram como inscritas do festival Abril Pro Rap, em 2001 e 2002, mas não alcançaram a fase final. Mesmo assim foram convidadas para se apresentarem na edição do Abril Pro Rap de 2005.
O grupo já se apresentou em cidades como Goiânia, Belo Horizonte, São Paulo, Piracicaba, Rio de Janeiro, João Pessoa, São Luís, Uberaba, Uberlândia, Araguari, Barreiras, Ouro Preto, Patrocínio, Goianésia e Fortaleza. As músicas do grupo começaram a ser executadas em rádios comunitárias da região e venceram os Prêmio Hutúz de 2005 na categoria demo com "Rosas", 2006 na categoria "Revelação do ano" e 2009 "Revelação do século". Também receberam dois prêmios Hip-Hop Zumbi no DF e o prêmio "Preto Goes" do MinC. As duas canções mais conhecidas do grupo são "Rosas" e "Enterro do Neguinho" que juntos já possuem mais de "seis milhões" de visualizações no YouTube. O grupo possui dois álbuns: "Rosas" lançado em 2006 e "Desistir Jamais" 2014. O grupo irá lançar em dezembro de 2014 seu primeiro DVD intitulado "Nossa Historia".

## Discografia
- Rosas (2006)
- Desistir Jamais (2013)
- Nossa História (2015)
- Tipo Criminoso (2018)